# Leandro Becerra
Leandro Rodrigo Becerra (Córdoba, Provincia de Córdoba, Argentina; 26 de enero de 1984) es un exfutbolista argentino. Jugaba de mediocampista y su último equipo fue Deportivo Madryn.

## Trayectoria
Se formó en las inferiores de Talleres de Córdoba, luego pasó a las de Boca Juniors para posteriormente recalar en el Mérida FC de México donde debutó oficialmente. Entre los clubes más importantes para los que jugó se encuentran Defensa y Justicia (en Primera División); Atlético de Rafaela, Atlético Tucumán, Belgrano de Córdoba, Patronato de Paraná y San Martín de San Juan (en la Primera B Nacional), entre otros.

## Clubes
| Club                  | País           | Año           | PJ  | Goles | Prom. |
| --------------------- | -------------- | ------------- | --- | ----- | ----- |
| Mérida FC             | México         | 2005          | 9   | 0     | 0,00  |
| DC United             | Estados Unidos | 2006          | 0   | 0     | 0,00  |
| Atlético de Rafaela   | Argentina      | 2006-2007     | 34  | 3     | 0,09  |
| Tiro Federal (R)      | Argentina      | 2007-2008     | 30  | 3     | 0,10  |
| Belgrano (C)          | Argentina      | 2008-2009     | 31  | 3     | 0,10  |
| San Martín (SJ)       | Argentina      | 2009-2010     | 33  | 4     | 0,12  |
| Atlético Tucumán      | Argentina      | 2010-2011     | 30  | 4     | 0,13  |
| PAS Giannina          | Grecia         | 2011-2012     | 26  | 7     | 0,27  |
| FK Baku               | Azerbaiyán     | 2012          | 4   | 0     | 0,00  |
| Anorthosis Famagusta  | Chipre         | 2013-2014     | 19  | 1     | 0,05  |
| Defensa y Justicia    | Argentina      | 2014          | 1   | 0     | 0,00  |
| Patronato             | Argentina      | 2015          | 35  | 3     | 0,09  |
| Central Córdoba (SdE) | Argentina      | 2016-2017     | 34  | 11    | 0,32  |
| Gimnasia de Mendoza   | Argentina      | 2017-2019     | 38  | 5     | 0,13  |
| Total carrera         | Total carrera  | Total carrera | 324 | 44    | 0,14  |

## Palmarés

### Otros logros
| |
| - Ascenso a la Primera División con Patronato en la Primera B Nacional 2015. - Ascenso a la Primera B Nacional con Gimnasia de Mendoza en el Torneo Federal A 2017-18. |